# Uppsala BIO
Uppsala BIO är en verksamhet inom stiftelsen STUNS, Stiftelsen för samarbete mellan de båda universiteten i Uppsala, näringsliv och samhälle, startad 2003 med syfte att långsiktigt stärka förutsättningarna för livsvetenskapssektorn i Uppsala att utvecklas och växa.
Verksamheten är inriktad på områden som innovationsstöd, överföring av forskningsresultat mot kommersialisering, utbildnings- och kompetensfrågor och insatser för företagsutveckling. Dessutom driver Uppsala BIO en rad nätverksaktiviteter, bland annat BIO-PUB:ar och skall även verka för att marknadsföra life science-regionen internationellt.

## BIO-X
Uppsala BIO driver bland annat programmet BIO-X som stöder utveckling av forskningsresultat mot "proof-of-concept".  Programmet utgår från något specifikt behov, till exempel av nya diagnostiklösningar, ofta i vården. Stödet ges delvis i form av finansiering, men huvudsakligen i form av rådgivning. Hittills har BIO-X lockat över 200 forskargrupper från universiteten i hela östra Mellansverige att presentera idéer till hur man vill nyttiggöra sina forskningsresultat i form av nya produkter eller tjänster.

## Företagsstöd och skolsamarbeten
Andra program är stöd till innovationsföretag i samarbete med inkubatorn Uppsala Innovation Centre, samarbete med gymnasieskolor för att stimulera elever till en karriär inom life science och samarbete med Akademiska sjukhuset för att hjälpa landstingsanställd personal att förverkliga idéer till nya produkter och tjänster för sjukvården.

## Marknadsföra regionen
Uppdraget att marknadsföra life science-regionen för att attrahera nya talanger och investeringar har Uppsala BIO lagt ut på organisationen Stockholm-Uppsala Life Science som man grundade 2007 tillsammans med Stockholms stad och Stiftelsen Biotechvalley.

## Organisation
Verksamheten drivs inom Stiftelsen STUNS och är ett nära samarbete mellan life science-företagen i regionen, Uppsala universitet, Sveriges lantbruksuniversitet (SLU), Akademiska sjukhuset samt samhället via bland annat Uppsala kommun och Regionförbundet Uppsala län.
Uppsala BIO är ett av de första initiativ som finansieras inom Vinnovas program Vinnväxt.
Verksamheten finansieras också av Uppsala BIO:s cirka 30 medlemmar och partner.
Starten och utvecklingen av Uppsala BIO har bland annat kommenterats i Örjan Sölvells "Clusters Balancing Evolutionary and Constructive Forces"  samt i ett flertal forskningsrapporter från CIND, Centre for Research on Innovations and Industrial Dynamics .